# Episodi di Sky Rojo (terza stagione)
La terza ed ultima stagione della serie televisiva Sky Rojo, composta da 8 episodi, è stata distribuita sulla piattaforma di streaming Netflix il 13 gennaio 2023.
I nuovi episodi sono ambientati sei mesi dopo la battaglia finale. Coral (Verónica Sánchez), Wendy (Lali Espósito) e Gina (Yany Prado) scoprono che la pace non è nient'altro che una sensazione illusoria tra periodi di terrore. Quando la loro vita è sconvolta, le ragazze capiscono che il passato ritorna e che se vogliono davvero essere libere dovranno cercare di seppellirlo una volta per tutte... o, in altre parole, seppellire Romeo (Asier Etxeandia).
| n° | Titolo originale                        | Titolo italiano                           | Pubblicazione   |
| -- | --------------------------------------- | ----------------------------------------- | --------------- |
| 1  | Entra al paraíso por la puerta de atrás | Entrare in paradiso dalla porta sul retro | 13 gennaio 2023 |
| 2  | La linea que nos separa                 | La linea che ci separa                    | 13 gennaio 2023 |
| 3  | El gato de la suerte                    | Il gatto portafortuna                     | 13 gennaio 2023 |
| 4  | Gasóleo, salitre y pólvora              | Gasolio, salnitro e polvere da sparo      | 13 gennaio 2023 |
| 5  | Jesucristo tenía razón                  | Gesù Cristo aveva ragione                 | 13 gennaio 2023 |
| 6  | Caza de embriones                       | Caccia all'embrione                       | 13 gennaio 2023 |
| 7  | Impotencia y hockey sobre hielo         | Impotenza e hockey su ghiaccio            | 13 gennaio 2023 |
| 8  | Oro, incienso y plomo                   | L'oro, l'incenso e il piombo              | 13 gennaio 2023 |

## Entrare in paradiso dalla porta sul retro
- Titolo originale: Entra al paraíso por la puerta de atrás
- Diretto da:
- Scritto da:

### Trama
Dopo aver aperto un panificio per riciclare il denaro rubato, Coral, Gina e Wendy cominciano a rilassarsi. Ma forse questa nuova vita è troppo bella per durare a lungo...

## La linea che ci separa
- Titolo originale: La linea que nos separa
- Diretto da:
- Scritto da:

### Trama
Le donne ignorano che Moisés è sulle loro tracce assieme a Darwin, il nuovo collaboratore di Romeo, e organizzano una festa che spinge Coral a fare una constatazione dolorosa.